# Tournoi de clôture du championnat du Chili de football 1997
Navigation
Tournoi précédent Saison suivante
La saison 1997 du Championnat du Chili de football est le second tournoi semestriel de la soixante-cinquième édition du championnat de première division au Chili. Le fonctionnement du championnat est totalement modifié par rapport aux saisons précédentes pour se calquer sur le système utilisé dans différents championnats sud-américains, comme en Argentine par exemple. La saison est scindée en deux tournois saisonniers, Ouverture et Clôture, où chaque équipe rencontre une fois chacun de ses adversaires. Le vainqueur de chaque tournoi se voit attribuer le titre de champion et se qualifie pour la Copa Libertadores. Un classement cumulé des deux tournois est effectué en fin de saison pour déterminer les équipes reléguées: les deux dernières descendent en Segunda Division, la deuxième division chilienne. 
Le tournoi Clôture est remporté par le CSD Colo-Colo, qui termine seul en tête du classement final, avec cinq points d'avance sur l'Universidad Católica (vainqueur du tournoi Ouverture) et seize sur le CF Universidad de Chile. Il s'agit du vingt-et-unième titre de champion du Chili de l'histoire du club.

## Les clubs participants
- CSD Colo-Colo
- CD Universidad Católica
- CF Universidad de Chile
- Club de Deportes Unión Española
- Club de Deportes Coquimbo Unido
- Deportivo Temuco
- Club de Deportes Cobreloa
- Club Deportivo Huachipato
- Club de Deportes Santiago Wanderers
- Club de Deportes La Serena
- Club de Deportes Puerto Montt
- Audax Italiano
- Club Deportivo Palestino
- Club Deportes Provincial Osorno
- Club Deportes Concepción
- Club de Deportes Antofagasta

## Compétition
Le barème utilisé pour établir les différents classements est le suivant :
- Victoire : 3 points
- Match nul : 1 point
- Défaite : 0 point

### Classement final
| Rang | Équipe                              | Pts | J  | G  | N | P | Bp | Bc | Diff |
| ---- | ----------------------------------- | --- | -- | -- | - | - | -- | -- | ---- |
| 1    | CSD Colo-Colo                       | 35  | 15 | 11 | 2 | 2 | 33 | 19 | +14  |
| 2    | CD Universidad CatólicaT            | 30  | 15 | 9  | 3 | 3 | 25 | 15 | +10  |
| 3    | Audax Italiano                      | 29  | 15 | 9  | 2 | 4 | 31 | 16 | +15  |
| 4    | CF Universidad de Chile             | 26  | 15 | 7  | 5 | 3 | 36 | 17 | +19  |
| 5    | Club de Deportes Cobreloa           | 25  | 15 | 7  | 4 | 4 | 28 | 17 | +11  |
| 6    | Club de Deportes Puerto Montt       | 22  | 15 | 6  | 4 | 5 | 21 | 20 | +1   |
| 7    | Club Deportes Provincial Osorno     | 21  | 15 | 5  | 6 | 4 | 19 | 15 | +4   |
| 8    | Club de Deportes Coquimbo Unido     | 21  | 15 | 5  | 6 | 4 | 15 | 13 | +2   |
| 9    | Club de Deportes La Serena          | 19  | 15 | 5  | 4 | 6 | 21 | 20 | +1   |
| 10   | Club Deportivo Palestino            | 17  | 15 | 5  | 2 | 8 | 13 | 21 | -8   |
| 11   | Club de Deportes Antofagasta        | 17  | 15 | 5  | 2 | 8 | 15 | 27 | -12  |
| 12   | Club Deportivo Huachipato           | 16  | 15 | 4  | 4 | 7 | 13 | 22 | -9   |
| 13   | Club de Deportes Unión Española     | 15  | 15 | 4  | 3 | 8 | 22 | 27 | -5   |
| 14   | Deportivo Temuco                    | 15  | 15 | 4  | 3 | 8 | 18 | 31 | -13  |
| 15   | Club de Deportes Santiago Wanderers | 11  | 15 | 2  | 5 | 8 | 13 | 26 | -13  |
| 16   | Club Deportes Concepción            | 11  | 15 | 2  | 5 | 8 | 15 | 32 | -17  |

|  | Qualification pour la Copa Libertadores 1998 |
|  | T : Tenant du titre                          |

### Classement cumulé
| Rang | Équipe                              | Pts | J  | G  | N  | P  | Bp | Bc | Diff |
| ---- | ----------------------------------- | --- | -- | -- | -- | -- | -- | -- | ---- |
| 1    | CSD Colo-ColoClo                    | 72  | 30 | 22 | 6  | 2  | 60 | 31 | +29  |
| 2    | CD Universidad CatólicaOuv          | 67  | 30 | 20 | 7  | 3  | 61 | 28 | +33  |
| 3    | CF Universidad de Chile             | 56  | 30 | 15 | 11 | 4  | 67 | 31 | +36  |
| 4    | Club de Deportes Cobreloa           | 47  | 30 | 13 | 8  | 9  | 54 | 39 | +15  |
| 5    | Audax Italiano                      | 44  | 30 | 12 | 8  | 10 | 51 | 40 | +11  |
| 6    | Club de Deportes Coquimbo Unido     | 41  | 30 | 11 | 8  | 11 | 43 | 39 | +4   |
| 7    | Club Deportes Provincial Osorno     | 38  | 30 | 8  | 14 | 8  | 35 | 33 | +2   |
| 8    | Club de Deportes La Serena          | 37  | 30 | 10 | 7  | 13 | 44 | 45 | -1   |
| 9    | Deportivo Temuco                    | 37  | 30 | 11 | 4  | 15 | 44 | 49 | -5   |
| 10   | Club Deportivo Huachipato           | 36  | 30 | 9  | 9  | 12 | 33 | 39 | -6   |
| 11   | Club Deportivo Palestino            | 33  | 30 | 9  | 6  | 15 | 25 | 45 | -20  |
| 12   | Club Deportes Concepción            | 33  | 30 | 8  | 9  | 13 | 36 | 58 | -22  |
| 13   | Club de Deportes Puerto Montt       | 32  | 30 | 8  | 8  | 14 | 39 | 49 | -10  |
| 14   | Club de Deportes Santiago Wanderers | 31  | 30 | 6  | 13 | 11 | 37 | 50 | -13  |
| 15   | Club de Deportes Unión Española     | 28  | 30 | 8  | 4  | 18 | 37 | 62 | -25  |
| 16   | Club de Deportes Antofagasta        | 25  | 30 | 7  | 4  | 19 | 29 | 58 | -29  |

|  | Qualification pour la Copa Libertadores 1998                            |
|  | Qualification pour la Copa CONMEBOL 1998                                |
|  | Relégation directe en Segunda Division                                  |
|  | Ouv : Vainqueur du Tournoi Ouverture Clo : Vainqueur du Tournoi Clôture |

## Bilan de la saison
| Championnat du Chili de football 1997 |                                                              |
| Champion                              | CSD Colo-Colo (21e titre)                                    |
| Qualifications continentales          |                                                              |
| Copa Libertadores 1998                | CSD Colo-Colo                                                |
| Copa CONMEBOL 1998                    | Audax Italiano                                               |
| Copa Mercosur 1998 (invitation)       | CSD Colo-Colo                                                |
| Copa Mercosur 1998 (invitation)       | CF Universidad de Chile                                      |
| Copa Mercosur 1998 (invitation)       | CD Universidad Católica                                      |
| Promotions et relégations             |                                                              |
| Promus en Primera División            | CSD Rangers Club de Deportes Iquique                         |
| Relégués en Segunda División          | Club de Deportes Unión Española Club de Deportes Antofagasta |